# Dolmen de Ca l'Arenes
El Dolmen de Ca l'Arenes és un dolmen situat al Parc Natural del Montnegre i el Corredor, dins el terme municipal de Dosrius (el Maresme), declarat Bé cultural d'interès local.
Es troba a l'entorn megalític de la serra del Corredor, on també hi ha altres dòlmens com ara el de la Pedra Gentil, de Pedrarca, de les Lloses del Trull i de la Pedra Llarga.
És un sepulcre megalític del tipus petita galeria catalana, se li atribueix una antiguitat d'uns 5.000 anys i data del Neolític final.
Va ser descobert l'any 1997 i entre el 2006 i 2007 va ser excavat i restaurat en dues campanyes d'arqueòlegs.